# Fábio Fernandes
Pour les articles homonymes, voir Fernandes.
Fábio Fernandes (né le 18 juillet 2002 à Lousã) est un coureur cycliste portugais.

## Biographie
Parmi les juniors (moins de 19 ans), Fábio Fernandes se distingue lors de la saison 2019 en devenant champion du Portugal du contre-la-montre. Il se classe également cinquième du Tour du Portugal juniors. En 2020, il conserve son maillot de champion de contre-la-montre et remporte le titre national en course de côte à Miranda do Corvo. Au mois d'aout, il représente son pays lors des championnats d'Europe de Plouay, où il est contraint à l'abandon, victime d'un problème mécanique à une roue.
En 2021, il rejoint l'équipe continentale portugaise Efapel. Dès sa première saison, il est sacré champion du Portugal du contre-la-montre espoirs. Il arrête sa carrière à l'issue de la sason 2022, à seulement 20 ans.

## Palmarès sur route
- 2019
  -  Champion du Portugal du contre-la-montre juniors
- 2020
  -  Champion du Portugal du contre-la-montre juniors
  -  Champion du Portugal de course de côte juniors
- 2021
  -  Champion du Portugal du contre-la-montre espoirs

## Palmarès sur piste

### Championnats nationaux
- 2020
  - 2e du championnat du Portugal de poursuite par équipes juniors